# Жук Юрій Сергійович
Ю́рій Сергі́йович Жу́к (нар. 2 березня 1981 — 17 червня 2015) — солдат Збройних сил України, учасник російсько-української війни.

## З життєпису
Народився в селі Лозуватка П'ятихатського району, у дитинстві працював у лісі — допомагав єгерям. Закінчив лозуватську ЗОШ, Олександрійський сільськогосподарський технікум, здобув фах ветеринарного фельдшера. По закінченні навчання 3 роки працював ветеринарним фельдшером у колгоспі. Проходив строкову службу в 11-й окремій бригаді армійської авіації. Демобілізувавшись, працював водієм на дослідній станції, слюсарем, грохотником 3-го розряду.
У часі війни до військкомату пішов добровольцем; пройшов 3-місячну військову підготовку — на полігоні біля Кривого Рогу. Солдат, кулеметник 53-ї окремої механізованої бригади. Ніс службу на блокпосту «Сталінград» під Станицею Луганською.
Загинув 17 червня 2015-го внаслідок підриву на розтяжці поблизу ВОП 5311 (смт Верхньоторецьке, Ясинуватський район).
Похований у селі Лозуватка П'ятихатського району.
Без Юрія лишилися мама, дружина, син 2007 р.н.

## Нагороди
- 4 лютого 2016 року, — за мужність, самовідданість і високий професіоналізм, виявлені у захисті державного суверенітету та територіальної цілісності України, вірність військовій присязі, — нагороджений орденом «За мужність» III ступеня (посмертно)[1].